# Tarjanne
Tarjanne eller Tarjannevesi är en sjö i Finland. Den ligger i kommunerna Mänttä-Filpula Ruovesi och Virdois i landskapet Birkaland, i den södra delen av landet, 220 km norr om huvudstaden Helsingfors. Tarjanne ligger 96,1 meter över havet. Den är 67,78 meter djup. Arean är 54,87 kvadratkilometer och strandlinjen är 243,18 kilometer lång. Sjön  ingår i Kumo älvs huvudavrinningsområde. 